# 예리코 2호
예리코 2호 또는 제리코 2호(Jericho 2)는 이스라엘의 탄도 미사일이다. 이름은 성경의 도시인 예리코에서 따왔다. 1963년 프랑스 다소 사와 합작개발을 계약했다.
예리코 1호는 1985년에 개량되었다. 고체 연료이며 2단의 MRBM이다. 1987년에서 1992년까지 지중해를 향해 시험발사했다. 텔아비브의 남쪽, 가자 지구 북쪽에 위치한 팔마침 공군기지에서 주로 발사했다. 사거리는 1,300 km이다. 조선민주주의인민공화국의 노동 1호, 파키스탄의 가우리 2호, 이란의 샤하브 3호와 사거리가 비슷하다. 대한민국도 최근 노동 1호의 추력 27톤급 보다 강력한 추력 30톤급의 액체연료 로켓 엔진을 개발하였다.
길이 14.0 m, 직경 1.56 m, 중량 26톤, 탄두중량 1톤, 1메가톤급 핵탄두를 운반할 수 있다. 정확도는 미확인이며, 사일로, 트럭에서 발사가능하다..
예리코 2호는 샤빗 우주발사체의 원형으로 보인다. 샤빗 우주발사체는 무게 23톤, 3단 로켓으로 남아프리카공화국의 RSA-3와 닯았다. 1988년 가자 지구 북쪽의 팔마침 공군기지에서 발사되었다. 탄도미사일로 보았을 경우, 사거리 7,600 km 탄두중량 500 kg으로 평가된다..

## 같이 보기
- 예리코 3호
- 이스라엘의 핵무기 개발
- 노동 1호 - 예리코 2호와 사거리가 같다.
- 벨라 사건